# Dan Futterman
Daniel Paul Futterman (Silver Spring, 8 giugno 1967) è un attore, sceneggiatore e produttore televisivo statunitense.

## Biografia
Nasce a Silver Spring, in una famiglia agiata e intellettuale, figlio di un avvocato e di una psicoanalista, ha tre fratelli. Studia alla Mamaroneck High School di New York, dove tra suoi compagni vi è Bennett Miller di cui diventa molto amico. Nel 1989 si laurea alla Columbia University.
Inizia calcando i palcoscenici teatrali, facendosi le ossa con pièce di Tony Kushner, come Angels in America. Il suo debutto cinematografico avviene nel 1991 interpretando un punk nel film La leggenda del re pescatore di Terry Gilliam. Dopo una serie di altri lavori cinematografici e televisivi, nel 1996, ottiene una certa notorietà recitando al fianco di Robin Williams e Gene Hackman in Piume di struzzo, remake de Il vizietto.
Diviene noto anche per l'interpretazione di Vincent Gray nella serie tv Giudice Amy, ruolo che ricopre dal 1999 al 2005. Inoltre appare come guest star in Sex and the City e Will & Grace, in cui interpreta Barry, un gay un po' trasandato.
Nel 2005 scrive la sceneggiatura di Truman Capote - A sangue freddo, film diretto dall'amico Bennett Miller, venendo candidato all'Oscar per la migliore sceneggiatura non originale. Nel 2007 ottiene un ruolo importante e drammatico al fianco di Angelina Jolie in A Mighty Heart, dove interpreta il giornalista Daniel Pearl, rapito e ucciso in Pakistan dai fondamentalisti islamici nel 2002.
Dopo l'esperienza come sceneggiatore di Truman Capote - A sangue freddo, viene messo sotto contratto dalla Columbia Pictures, per la realizzazione di futuri script. Nel 2010 lavora come sceneggiatore e produttore esecutivo della terza stagione della serie televisiva In Treatment.
È sposato dal 2000 con la sceneggiatrice Anya Epstein con cui ha avuto due figlie: Sylvie (2001) e Eve (2005).

## Filmografia

### Attore

#### Cinema
- La leggenda del re pescatore (The Fisher King), regia di Terry Gilliam (1991)
- Saluti dal caro estinto (Passed Away), regia di Charlie Peters (1992)
- Dall'oggi al domani (Big Girls Don't Cry... They Get Even), regia di Joan Micklin Silver (1992)
- Piume di struzzo (The Birdcage), regia di Mike Nichols (1996)
- Breathing Room, regia di John Suits e Gabriel Cowan (1997)
- Big Fish - Sparando al pesce (Shooting Fish), regia di Stefan Schwartz (1997)
- 1999, regia di Nick Davis (1998)
- Urbania, regia di Jon Shear (2000)
- Via dall'incubo (Enough), regia di Michael Apted (2002)
- A Mighty Heart - Un cuore grande (A Mighty Heart), regia di Michael Winterbottom (2007)
- Come la prima volta (Hello I Must Be Going), regia di Todd Louiso (2012)
- La regola del gioco (Kill the Messenger), regia di Michael Cuesta (2014)

#### Televisione
- Sex and the City – serie TV, episodio 2x11 (1999)
- Will & Grace – serie TV, 4 episodi (2003)
- Giudice Amy (Judging Amy) – serie TV, 76 episodi (1999-2005)
- Related – serie TV, 9 episodi (2005-2006)
- Political Animals – miniserie TV, 4 episodi (2012)

### Sceneggiatore
- Truman Capote - A sangue freddo (Capote) (2005)
- In Treatment – serie TV, 7 episodi (2010)
- Foxcatcher - Una storia americana (Foxcatcher) (2014)
- Gracepoint – serie TV, 6 episodi (2014)
- The Looming Tower – miniserie TV (2018)
- American Rust - Ruggine americana (American Rust) – serie TV, episodi 1x01-1x09-2x01 (2021-2024)

### Produttore
- Truman Capote - A sangue freddo (Capote, 2005)
- In Treatment – serie TV (2010)
- Foxcatcher - Una storia americana (Foxcatcher) (2014)
- Gracepoint – serie TV (2014)
- The Looming Tower – miniserie TV (2018)
- American Rust - Ruggine americana (American Rust) – serie TV, 19 episodi (2021-2024)

## Doppiatori italiani
- Riccardo Rossi in Piume di struzzo, Giudice Amy
- Luigi Ferraro in Will & Grace
- Sandro Acerbo in Via dall'incubo
- Massimiliano Manfredi in A Mighty Heart - Un cuore grande
- Lorenzo Scattorin in Come la prima volta
- Mauro Gravina in La regola del gioco